# Brewarrina
Brewarrina ist eine Kleinstadt im Norden des australischen Bundesstaates New South Wales, 808 km nordwestlich von Sydney. Sie liegt an den Ufern des Barwon River in der  Local Government Area Brewarrina Shire. Bourke liegt 98 km westlich und Walgett 121 km östlich der Stadt, jeweils am Kamilaroi Highway. Die Zahl der Einwohner sank von 1197 (Stand 2001) über 923 (Stand 2011) und 851 (Stand 2016) auf mittlerweile 743 (Stand 2021). Weitere Siedlungen in der Gegend sind Googooga, Gongogon und Angledool.

## Brewarrina-Fischfallen

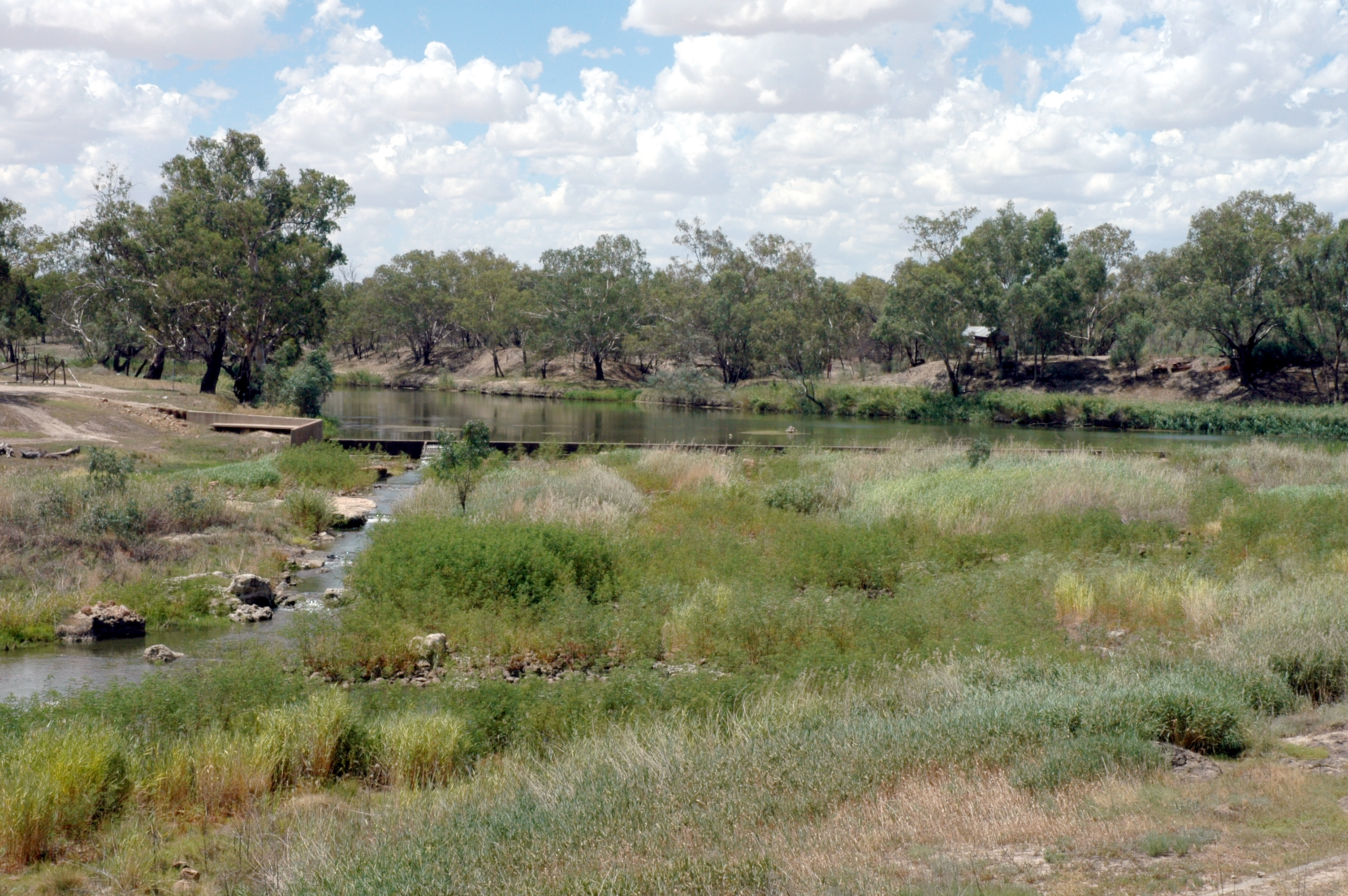
Die Brewarrina-Fischtreppe

Die bekannteste Sehenswürdigkeit von Brewarrina sind die Brewarinna-Fischfallen der Aborigines der Ngunnhu, die 40.000 Jahre alt sein sollen, was sie möglicherweise zu einer der ältesten heute noch erhaltenen von Menschen geschaffenen Einrichtung macht. Die Fangbecken bestehen aus Steinen aus dem Fluss, die die Fische in kleine Becken leiteten, sodass sie leicht mit der Hand gefangen werden konnten. Seit 3. Juni 2005 steht diese Anlage in der australischen Liste der nationalen Kulturdenkmäler, das einzige derartige Denkmal in New South Wales außerhalb von Sydney. Die leichte Verfügbarkeit von Fisch machte Brewarrina in der Zeit vor der europäischen Besiedlung zu einem wichtigen sozialen und kulturellen Treffpunkt der verschiedenen Aboriginesstämme im Osten Australiens.
In den vergangenen Zeit war dieses wertvolle Kulturerbe vernachlässigt, sodass es von Schilf überwuchert wurde.

## Geschichte
Die Stadt liegt mitten im angestammten Land der Ngemba, der Muwarrari und der Yualwarri. Das Gebiet diente lange Zeit als Treffpunkt für über 5000 Aborigines.

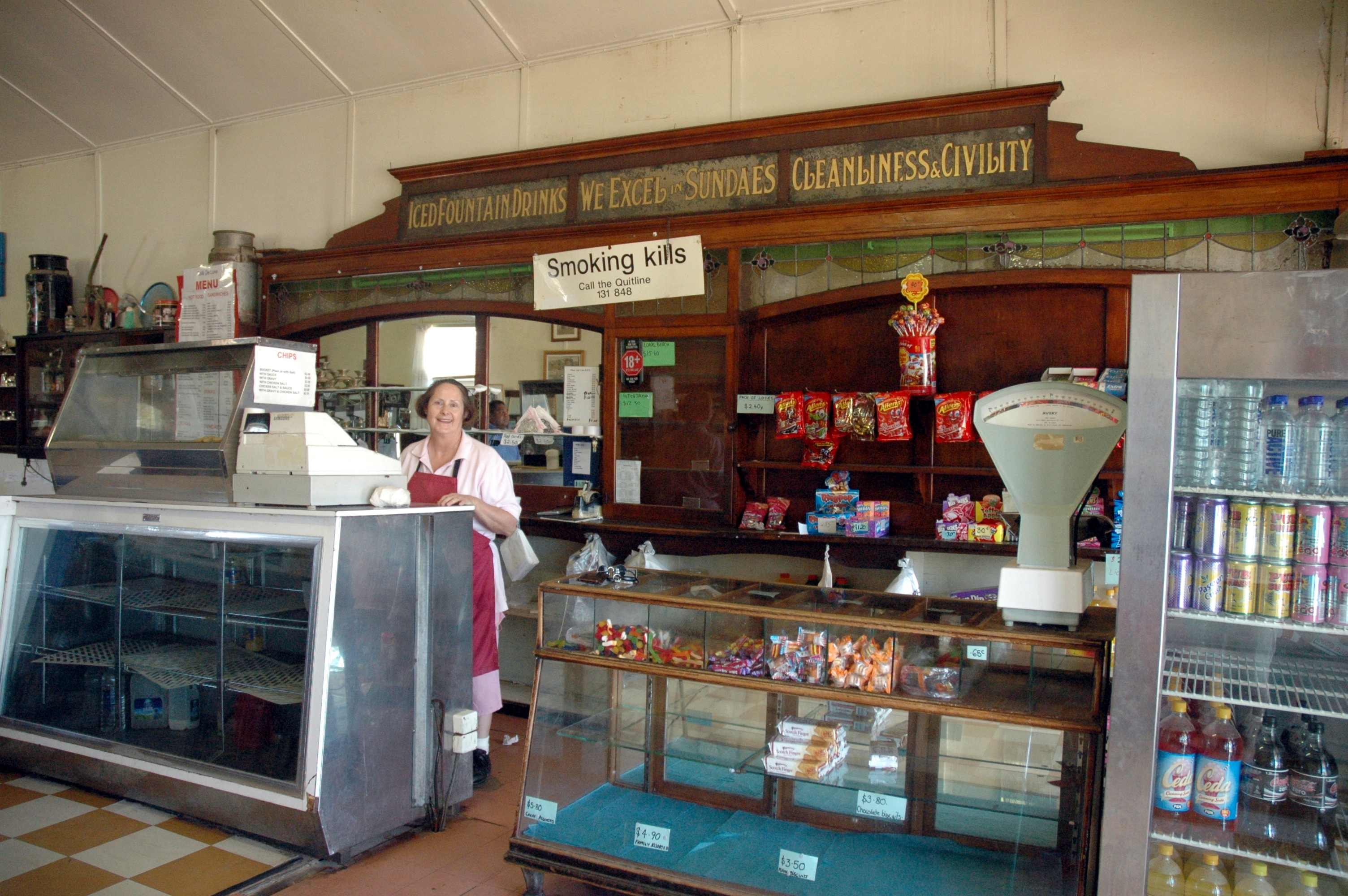
Das Cafe Deluxe ist eine historische Ikone in Brewarrina

Niemand weiß genau, was der Name Brewarrina bedeutet. Es gibt fünf verschiedene Interpretationen, die sich teilweise gegenseitig ausschließen. Die üblichste Übersetzung ist „Ansammlungen von Akazien“, eine andere ist „wo Stachelbeeren wachsen“ (aus 'warrina' in der Bedeutung von „Ort von“ und 'bre', 'burie' oder 'biree' in der Bedeutung von „Stachelbeere“).
Die ersten europäischen Siedler kamen ca. 1839/1840 in der Gegend an. Die ersten Landeigner auf dem Gebiet der heutigen Stadt waren die Lawson-Brüder, die zwei Besitzungen hatten – eine namens Walcha und eine namens Moona. Der anfängliche Name der Siedlung war Walcha Hut, wurde aber in Fishery und schließlich in Brewarrina geändert. 1859 erreichte ein Flussschiff namens Gemini, gesteuert von William Randell, die Siedlung. So ergab sich die Möglichkeit, die Siedlung als Hafen auszubauen, und Anfang der 1860er-Jahre galt Brewarrina als der äußerste vom Darling River per Schiff erreichbare Punkt. Die Siedlung wurde 1861 offiziell vermessen und geplant und am 28. April 1863 zur Stadt erhoben.
Die 1870er-Jahre waren eine Blütezeit für Brewarrina. Das Mechanics Institute wurde 1873 gegründet. Im darauf folgenden Jahr eröffneten zwei Hotels, zwei Läden und eine Filiale der Commercial Bank und 1875 wurde eine öffentliche Schule eingerichtet. Die ganze Entwicklung war vornehmlich der Fa. Cobb and Co. geschuldet, die eine Reihe von Postkutschenverbindungen durch Brewarrina betrieb. Es gab eine Linie von Byrock, eine von Dubbo über Warren und ab 1874 eine Direktverbindung nach Enngonia nördlich von Bourke. Die Zahl der Reisenden durch Brewarrina war damals beträchtlich und förderte die Geschäfte der Hotels und Läden.
In den letzten Jahren gab es Beschwerden über hohe Kriminalitätsrate und den hohen Drogenkonsum in der Stadt.

## Sport und Erholung
Die Einwohner von Brewarrina betreiben viele Sportarten. In der Stadt gibt es einen Rugby Union Club und ein Team, die Brewarrina Brumbies. Rugby ist ein sehr populärer Sport in Brewarrina, sodass es mehrere einschlägige Teams gibt. Einmal in der Woche wird Netball gespielt; es gibt 12 Teams im örtlichen Wettbewerb. Der Brewarrina Golf Club ist im gesamten Westen des Staates als einer der bestbespielbaren Golfplätze bekannt. Weitere wichtige Sportarten in Brewarrina sind Bowls, Schießen, Tennis und Schwimmen. Brewarrina besitzt auch eine sehr erfolgreiche Zirkusschule, die die Kinder der Stadt in Zirkuskünsten trainiert und ihnen die Möglichkeit gibt, mit über Land bis nach Adelaide oder Melbourne zu reisen. Im Rahmen dieses Programms gab es auch schon Auslandsreisen für die Kinder; ein Mädchen reiste sogar nach Südafrika, um ihre Zirkuskünste vorzuführen.
Brewarrina mit seinem Zugang zum breiten Barwon River ist ein idealer Platz zum Fischen. Der größte hier gefangene Kabeljau wog 113 kg. Im Sommer kann man im Fluss auch schwimmen und Wasserski fahren.

## Veranstaltungen
In Brewarrina findet eines bekanntesten Rodeos im Westen von New South Wales, das Barwon River Rodeo, statt. Normalerweise wird es am langen Osterwochenende ausgetragen.
Jährlich gibt es das bekannte Festival of the Fisheries, bei dem die Geschichte der Ureinwohner und der europäischen Siedler in Brewarrina gefeiert wird. Leider fand diese Veranstaltung in den letzten Jahren nicht mehr statt.
Weitere Veranstaltungen übers Jahr sind die örtliche Landwirtschaftsausstellung und die Pferderennen.
Besonders erwähnenswert sind die Surfboat Classics, die einzige Veranstaltung ihrer Art, bei der ein Kanurennen auf dem Barwon River stattfindet. Die Veranstaltung zieht gewöhnlich Hunderte von Zuschauern aus den benachbarten Gemeinden und sogar aus dem Osten von New South Wales an.

## Medien

### Zeitungen
- The Brewarrina News

### Fernsehen
- Seven Central (QLD)
- Imparja
- SBS
- ABC

### Radio
- 2WEB
- 2CUZ FM
- Rebel FM
- ABC Western Plains
- SBS
- Vision FM

## Bekannte Einwohner
- Leo Schofield, Restaurantkritiker, Werbefachmann und Direktor des Kunstfestivals
- Isaac Gordon, Rugby-League-Spieler, spielt in der NRL bei den Cronulla-Sutherland Sharks.
- Ashley Gordon, Rugby-League-Spieler, spielte in der NRL bei den Newcastle Knights und den Penrith Panthers.

## Söhne und Töchter der Stadt
- Nat Phillips (1883–1932), Theaterleiter, Komiker und Entertainer

## Bildung

### Vorschule
- Gainmara Birrilee Pre-School

### Schulen
- Brewarrina Central School K-12
- St. Patricks Catholic School K-6

### Weiterbildung
- Brewarrina TAFE

## Eisenbahn
1901 wurde eine Strecke von Byrock nach Brewarrina eröffnet, ein Nebenarm der Linie von Nyngan nach Bourke. Sie wurde 1974 aufgelassen.